# Hugo Theorell (ingenjör)

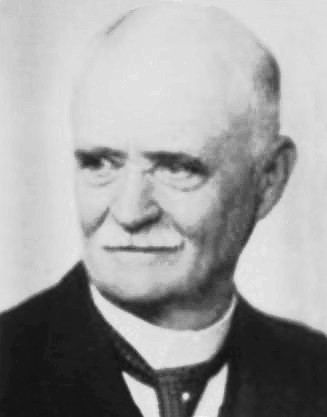
Hugo Theorell.

Hugo Gustaf Theodor Theorell, född 1 juli 1859 i Hällstads socken, Älvsborgs län, död 15 juni 1945 i Stockholm, var en svensk ingenjör. 

## Biografi

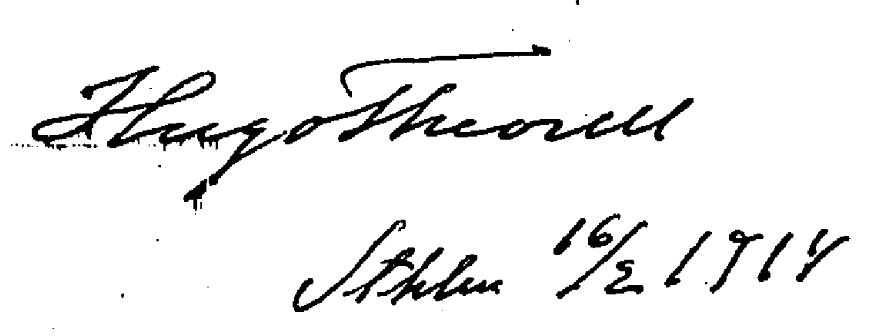
Theorells namnteckning.

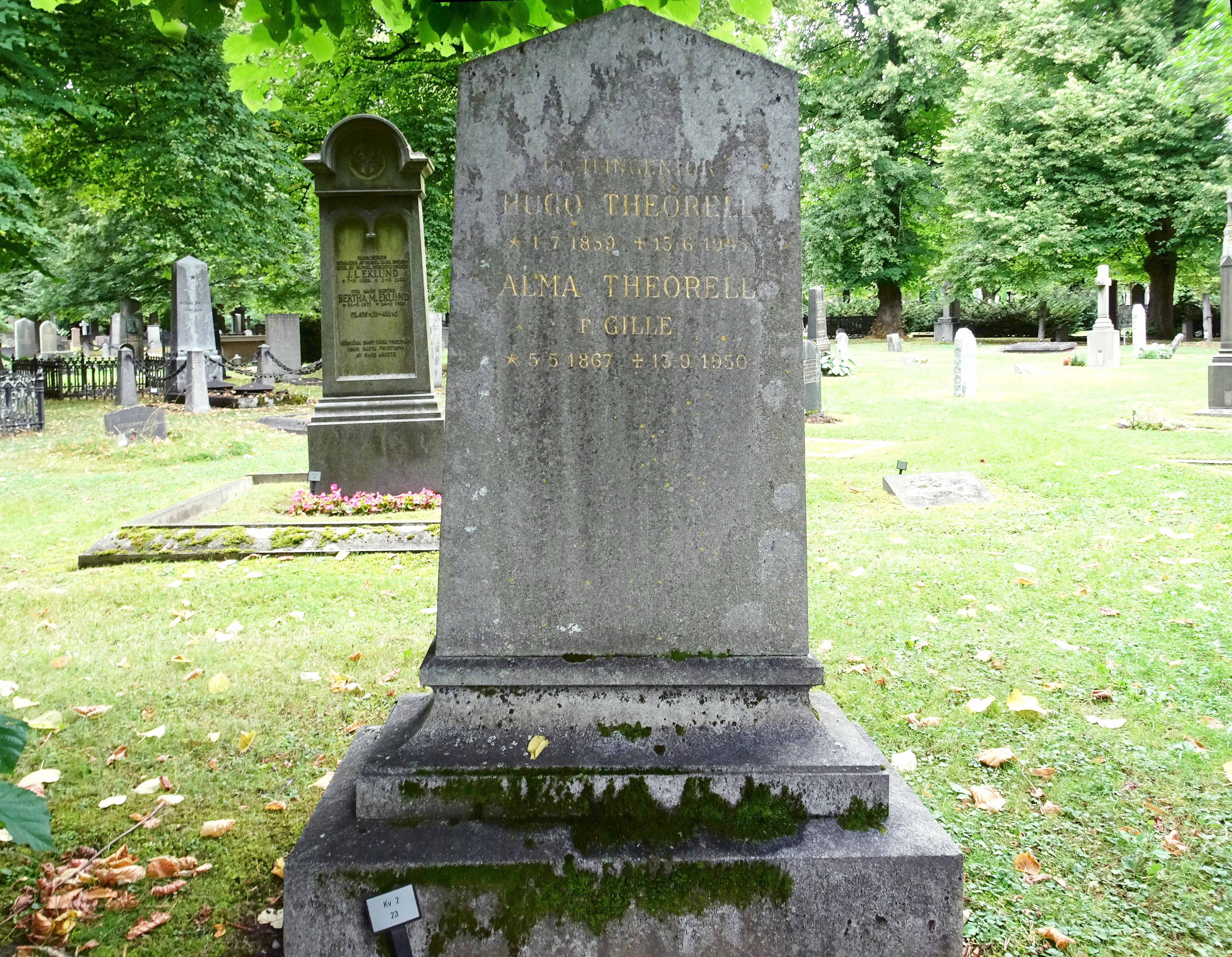
Theorells grav.

Theorell genomgick tekniska elementarskolan i Borås och utexaminerades från Kungliga Tekniska högskolan 1881. Han var anställd hos professor Carl Arendt Ångström i Stockholm 1881–1882, hos AB Palmcrantz & C:o 1882–1883 och hos professor Johan Erik Cederblom i Stockholm 1883–1888. Från 1889 drev Theorell egen konstruktionsbyrå, H. Theorells Ingeniörsbyrå i Stockholm. 
Theorell var ursprungligen värmetekniker och har bland annat konstruerat en varmluftsbaserad uppvärmningsanordning, som var en modifikation av Cederbloms kalorifer. Han var, under början av 1900-talet, vid sidan av Wilhelm Dahlgren, ledande inom uppvärmningstekniken i Sverige. Han förespråkade tidigt en modernisering av uppvärmningstekniken med exempelvis pumpcirkulation i radiatorsystem (i stället för självcirkulation).
Theorell var en av stiftarna av Svenska värmetekniska föreningen 1909, och senare dess ordförande. I dess Tidskrift för värme-, ventilations- och sanitetsteknik, VVS, publicerade han flera artiklar. Han var ledamot av Ingenjörsvetenskapsakademien (1919). Theorell var gift med Alma Gille. Han är begravd på Norra begravningsplatsen utanför Stockholm där han gravsattes den 22 juni 1945. I samma grav finns även hustru Alma (död 1950).